# Історія виникнення телебачення
Телебачення (на етапі його виникнення, раннє телебачення) — це сукупність методів та засобів передавання та приймання зображення (візуальної інформації) на відстані в реальному часі, за допомогою дротового електричного зв'язку або бездротового радіозв'язку. Методи (теорія), це загальні, концептуально — теоретичні засади певного виду телебачення а засоби («залізо»), практично виконані пристрої для реалізації даного виду телебачення (надалі ТБ). 
Засоби передавання призначені для розкладу зображення на елементи та їх перетворення в електричний сигнал з наступним передаванням. На сучасному етапі розвитку ТБ, це телецентр, телестудія, тощо, обладнані стаціонарними та мобільними передавальними телекамерами. Засоби приймання призначені для відтворення зображення з прийнятого електричного сигналу. Це телевізійні приймачі (телевізори) для перегляду телевізійних програм. Процеси перетворення та відтворення зображення мають бути синхронізовані, тобто має бути забезпечена синхронність (рівність за частотою) та синфазність (рівність за фазою) цих процесів. Засоби передавання та засоби приймання складають систему ТБ. Передавання звукового супроводу, на етапі виникнення ТБ, не вважалося першочерговим завданням.
Термін «телебачення» у 1900 році, був запропонований російським фізиком К. Перським. До того та ще й після, були в ужитку терміни — синоніми: телескопія, електроскопія, далекобачення тощо. Критерієм (основною ознакою, правилом) виникнення певного виду ТБ є публічна демонстрація його практично виконаних засобів. Тільки цей критерій істини дає змогу «поставити крапки над і» в питаннях виникнення того чи іншого засобу ТБ без додаткового, досить тривалого та складного, професійного, на рівні наукового дослідження, аналізу призначення, складу видів ТБ та їх засобів, що до того ще й існували у «сиву» давнину.

## Види систем телебачення
В залежності від виду компонентів (складових частин) засобів систем ТБ, можна виділити наступні види ТБ:
- електромеханічне (механічне) ТБ, засоби передавання та приймання якого складались з електричних, електромеханічних (рухомих) та частково ще й з електронних компонентів.  Здійснювалось дротове та бездротове передавання рухомих зображень з невисокою якістю;
- напівелектронне ТБ (початковий етап розвитку електронного ТБ), в якому разом із електронними використовували також і електромеханічні компоненти, в основному в передавальному засобі. У передавальному засобі  використовувався контактний а пізніше безконтактний метод сканування зображення при його перетворенні в електричний сигнал, а у приймальному засобі, для відображення зображення використовувалась електронно — променева трубка, надалі ЕПТ. З'єднання засобів приймання та передавання було дротове. Здійснювалось передавання нерухомих зображень;
- електронне ТБ, в якому використовували тільки електронні компоненти, в тому числі ЕПТ в передавальному та приймальному засобах. Електронне ТБ, як результат застосування практично безінерційних (в рамках даної задачі) електронних компонентів, давало змогу передавати рухомі (динамічні) зображення та підвищувати їх якість, в основному за рахунок збільшення кількості елементів розкладу зображення. Здійснювалось бездротове передавання рухомих зображень з високою якістю (у порівнянні з іншими видами ТБ).

В деяких статтях не розділяють ТБ на напівелектронне та електронне, а в деяких називають електронним ТБ, засоби якого складаються з довільних компонентів (в тому числі з електромеханічних) але з  приймальною та передавальною ЕПТ. Ця плутанина, ймовірно, викликана спробами змінити дату (на більш ранню) виникнення конкретного «електронного» ТБ, яке насправді є напівелектронним. Або це є теоретичні дослідження, стадія розробки схем, патентування, тощо, дійсно електронного ТБ, але не підтверджені його практичним виконанням та демонстрацією. Таке зустрічається при описі робіт Б. Розінга, В. Зворикіна, Ф. Фарнсуорта та інших. Проте, практично виконане, електронне ТБ може передавати рухоме ( як окремий випадок також і нерухоме) зображення а напівелектронне ТБ — тільки нерухоме зображення. Тобто об'єктивний критерій — практика є основним критерієм істини.
Наприклад, в описі система ТБ В. Зворикіна 1923 року названа електронною, а про передавання на практиці даною системою рухомого зображення невідомо. Або сповіщається про те, що так зване «електронне» ТБ здатне для передавання тільки нерухомого зображення. Це говорить про те, що це може бути напівелектронне ТБ або дійсно електронне ТБ на стадії доопрацювання, тобто практично не завершене.
Або як у випадку з Ф. Фарнсуортом, коли його вид ТБ із використанням  приймальної та передавальної ЕПТ, ще рано у вересні 1927 року, коли було здійснено передавання нерухомого зображення в його лабораторії, називати електронним ТБ, поки не відбулась його практична реалізація та публічна демонстрація. В даному випадку, дата його виникнення, «момент істини», полягав в демонстрації бездротового передавання рухомого зображення публічно, вперше в Америці у вересні 1928 року для працівників редакції газети.

## Виникнення електромеханічного телебачення
В загальному, передавали візуальну інформацію дистанційно ще в давні часи. Це були сигнальні вогнища, що сповіщали про важливі події, сигналізація семафорами, сигнальними прапорами та прожекторами на флоті, геліограф, де інформацію передавали азбукою Морзе за допомогою сонячних «зайчиків», тощо. При цьому спостерігачі отримували інформацію в межах прямого бачення. Природні явища: ніч, туман, сніг, дощ зводили нанівець ці види зв'язку. Проте, наприклад, армійський геліограф в сонячну погоду забезпечував дальність передавання на відстані до 75 км, а рекорд склав 295 км між двома горами в Америці.

### Передумови виникнення електромеханічного ТБ
З впровадженням телеграфу, ентузіасти розпочали практичні дослідження для передавання та отримання зображень, використовуючи для цього телеграфні лінії. Шотландський годинникар, винахідник Олександр Бейн 1840 року виготовив та запатентував 1843 року, пристрій для електричного передавання зображень з їх електрохімічним відтворенням. Воно полягало у зміні кольору паперу просоченого хімікаліями, що чутливі до електричного струму. Використовувався рухомий контакт, що ковзав на поверхні паперу.
Задовільної якості переданих зображень досягти не вдалось через недосконалу синхронізацію. Проте швидкість прийомопередавання графічного зображення (азбуки Морзе) була збільшена в п'ять — сім разів. Англійський фізик Фредерік Бейквелл 1847 року удосконалив пристрій О. Бейна, за рахунок поліпшення синхронізації та вперше здійснив дротове передавання зображення на відстань біля 50 миль. Якість зображення була невисокою, тому далі лабораторних досліджень справа не пішла.
Протягом 1856 —1861 років італійський священик, фізик — ентузіаст Джованні Казеллі розробив та виготовив пристрій, що знайшов комерційне застосування для передавання зображень телеграфними дротами, названий автором «пантелеграф». Це був чавунний апарат висотою біля 2 метрів у вигляді букви «А». До вершини був приєднаний маятник вагою біля 8 кг. Синхронізація рухів маятників у передавальному та приймальному апаратах забезпечувалася високоточними годинниковими механізмами. Зображення, що підлягало до передавання, наносили спеціальним непровідним чорнилом на провідну металеву основу.
Платиновий контакт, приєднаний до маятника передавача, сканував паралельними рядками поверхню основи. При цьому, в залежності чи був контакт з основою, чи був відсутній при русі по непровідному чорнильному зображенню, створювалися або були відсутні електричні імпульси, що по лінії надходили до приймача. До маятника приймача  був приєднаний залізний контакт. Відбувалось аналогічне, синхронізоване із скануванням в передавальному апараті, сканування поверхні паперу, просоченого фероціанідом калію, що змінював свій колір при проходженні струму. Таким чином здійснювалось електрохімічне відтворення переданого зображення. Роздільна здатність пантелеграфу була 3 лінії на мм, розмір зображення (білого кольору на блакитному тлі) міг бути до 10 см на 15 см.
Загальним недоліком, розглянутих пристроїв було використання контактного сканування. Подальший розвиток ТБ викликали відкриття 1873 року внутрішнього фотоефекту американським фізиком Віллабі Смітом та 1887 року зовнішнього фотоефекту німецьким вченим Генріхом Герцом. Це створило умови для передавання реальних зображень без їхньої попередньої підготовки. 1881 року англійський фізик Шелфорд Бідвілл застосував селеновий фотоелемент у передавальному пристрої, що дало змогу вперше здійснити безконтактне сканування зображення, сформованого оптичною системою лінз. Його пристрій отримав назву «стальне телебачення», тому що об'єкт, зображення якого передавалось, при цьому мав завмирати на декілька хвилин під час сканування.
Створення даних пристроїв показало шляхи подальшого розвитку методів та практичного виконання засобів для передавання рухомих зображень. Це рядкове сканування зображення, з одночасним його перетворенням у електричний сигнал в передавальному засобі (аналіз, розгортка, растеризація) та синхронізоване із процесом рядкового сканування, рядкове відтворення зображення в приймальному засобі (синтез, векторизація, рендеринг). 1878 року португальський професор Андріано де Пайва опублікував статтю в журналі «Телефонія, телеграфія, телескопія» про використання електричних сигналів для поелементного передавання зображень.

### Перші електромеханічні системи ТБ
- 1884 року Пауль Ґотліб Ніпков, студент університету в Німеччині, запатентував електромеханічну систему телебачення що складалась із двох рухомих дисків з електрозабезпеченням. В непрозорому диску, що обертався навколо своєї осі, були отвори розташовані на рівних кутових відстанях по спіралі Архімеда. Згодом цей диск отримав назву «диск Ніпкова». На невелику сегментну ділянку у верхній або боковій частині диску, фокусували зображення, призначене для передавання. За диском, напроти цієї ділянки був розташований фотоелемент.

При обертанні диску, його отвори (через те що були розташовані спірально) один за одним сканували зображення практично горизонтальними паралельними рядами згори до низу. Кількість рядків відповідала кількості отворів на диску. В залежності від кількості світла, що проникало через рухомі отвори, змінювалась напруга фотоелементу. Так здійснювалось сканування зображення та одночасне його перетворення в електричний відеосигнал.
Для відтворення зображення також використовувався диск з такою самою кількістю отворів, що обертався синхронно з передавальним диском. Рухомі отвори освітлювались джерелом світла, яскравість якого змінювалась (модулювалась) у відповідності до напруги відеосигналу. Для цього у патенті був застосований прообраз електрооптичного модулятора що складався з аналізатора, газового пристрою зміни кута поляризації під дією керувальної напруги та нормалізатора. Пізніше в якості модульованого джерела світла застосовували неонову лампу що мала високу частоту зміни яскравості світла (до десятків кілогерц).
Так формувався один кадр зображення, після чого процес повторювався. Через інерційність зору, при достатній кількості повторення кадрів за одиницю часу, людина сприймає зображення цілком. Мінімальною кількістю кадрів вважають 16 кадрів на секунду (частота кадрів 16 Гц), при меншій частоті спостерігають мерехтіння зображення. Відповідно частота рядків: частоту кадрів множать на кількість отворів, тобто на кількість рядків в одному кадрі. Диск Ніпкова практично не використовувався до появи електронних підсилювальних пристроїв.
- 24 лютого 1898 року польський винахідник Ян Щепаник отримав у Великій Британії патент № 5031 на «електроскоп», за допомогою якого він здійснював передавання чорно — білого та кольорового рухомого зображення. У винаході здійснювалось сканування дзеркалами, що приводились в рух електромагнітами. Свій апарат Я. Щепаник нібито продав за 6 мільйонів франків комітету паризької виставки, яка мала відбутися 1900 року. Після цього всі публікації в газетах та журналах щезли. Про подальшу долю винаходу та чи здійснювалась публічна демонстрація «електроскопу» невідомо[9].

- Американський винахідник Чарльз Ф. Дженкінс розробив та публічно продемонстрував у червні 1925 року бездротове синхронізоване передавання рухомих зображень і звуку. 30 червня 1925 року подав документи на патент «Бездротове передавання зображень»[10].

- 1922 року Джон Л. Берд виготовив свій перший пристрій для передавання зображення з використанням диска Ніпкова. 1925 року Д. Берд демонстрував в магазині Лондона передавання рухомих силуетів. 27 січня 1926 року він показав сеанс телетрансляції рухомого зображення членам Королівського інституту та репортерам. Частота кадрів була 12,5 Гц. 1928 року компанія Д. Берда розпочала випуск 30 — рядкових (ця кількість рядків вважалась достатньою для розпізнавання людських облич) телеприймачів для населення, що отримали назву «телевізор»[11].

Електромеханічне телебачення конкурувало з електронним до сорокових років минулого століття. Хоча зображення було неякісним, але електромеханічне ТБ мало переваги перед електронним ТБ. Мала частотна смуга телевізійного сигналу (до десятків кілогерц), давала можливість використовувати середньохвильовий діапазон для трансляції електромеханічного ТБ на значні відстані, як звичайної радіомовної радіостанції. Для приймання телепрограм на відстанях в сотні кілометрів можна було використовувати побутовий радіоприймач з додатковим пристроєм для відтворення зображень. Пристрій міг бути промислового виготовлення або саморобним, що робило цей вид ТБ широкодоступним.
Електронне ТБ було складне у виготовленні (досить високотехнологічне) та потребувало частотної смуги в одиниці мегагерц, тобто для передавання зображення однією системою ТБ потрібно було би використати діапазони довгих, середніх та пів діапазону коротких радіохвиль. Тому для передавання електронного ТБ використовують діапазон метрових радіохвиль та коротших, що поширюються в зоні прямого бачення (десятки кілометрів). Тобто збільшення якості зображення привело до ускладнення засобів ТБ та зменшення зони поширення сигналу ТБ. Проте сучасні системи ТБ дозволяють значно збільшити зону приймання ТБ за рахунок додаткового ускладнення передавальних (та деякою мірою і приймальних) засобів з використанням нових видів зв'язку: супутниковий, радіорелейний, кабельний т. ін.

## Виникнення електронного телебачення
Початок електронному ТБ поклали дослідження електронних (катодних) променів, які проводили в основному, англійські та американські фізики. 1868 року Юліус Плюккер відкрив катодні промені, а 1879 року його учень Йохан Хіторф провів дослідження їх властивостей. 1879 року Вільям Крукс продовжив цю роботу та виявив, що магнітне поле викликає відхилення променів, а при їх попаданні на деякі речовини, надалі названі люмінофорами, викликає їх світіння. Люмінофорами покривали екрани приймальних трубок. 1894 року німецький фізик Філіп Ленард виявив лінійну залежність світіння люмінофора від сили струму в колі виникнення електронних променів.1899 року Й. Хіторф та В. Віхарт запропонували здійснювати фокусування променів за допомогою магнітного поля.

### Передумови виникнення електронного ТБ
Практичним застосуванням досліджень електронних променів було створення трубки Крукса, яка використовувалась для вивчення катодних променів. На її основі, 1897 року німецькими дослідниками Фердинандом Брауном та його помічником Джонатаном Зеннеком,  була створена  осцилографічна ЕПТ для дослідження швидкоплинних електричних процесів, названа трубкою Брауна. В процесі подальшої модернізації, з метою поліпшення її технічних характеристик, в трубці Брауна був застосований розжарювальний катод, вертикальна та горизонтальна електромагнітна розгортка, модулятор катодних променів. Це дало можливість використовувати трубку як електронний відтворювач зображень та створення на її основі приймального електронного тракту ТБ. Надалі на основі трубки Брауна був створений кінескоп.
8 червня 1906 року німецькі винахідники Макс Дікманн і Густав Глейдж, співробітники лабораторії Брауна, використали трубку Брауна для електронного відтворення зображення та запатентували 10 жовтня того ж року (пат. DRP 184710). Розмір нерухомого зображення був 3х3 см. Для передавання графічних зображень використовувався наявний на той час «проектор», що перетворював нанесені лінії в електричний сигнал .
Багато практичних питань з розробки засобів електронного ТБ було вже вирішено авторами електромеханічних систем ТБ. Найважливіші з них, це синхронізовані процеси аналізу та синтезу зображень.

### Перші напівелектронні системи ТБ
- На початку 1907 року М. Дікман спроектував, виготовив та провів лабораторні дослідження напівелектронного ТБ. Передавачем була електромеханічна система в якій здійснювалось контактне сканування плоских металевих трафаретів у вигляді букв, цифр та інших геометричних фігур, призначених для передавання. Для цього використовувався металевий диск Ніпкова, який здійснював 10 обертів за секунду. На диску були закріплені 20 спірально розташованих контактних щіток (на місці дірок диска).

Трафарет встановлювали паралельно диску, при обертанні якого, щітки ковзали по трафарету, та забезпечували з ним гальванічне з'єднання, створюючи відеосигнал. Таким чином здійснювалось контактне сканування трафаретів, зображення яких передавалось. Приймачем була трубка Брауна з екраном 3х3 дюйми, розгортка, відповідно, була 10 кадрів за секунду по вертикалі та 20 рядків по горизонталі. За допомогою даного напівелектронного ТБ передавались нерухомі зображення.
Публічної демонстрації розробленого ТБ не здійснювалось, бо на той час в наукових колах Німеччини телебачення було асоційоване з вдалим фокусом або вічним двигуном, тобто поза всіма науковими законами. Фердинанд  Браун був категорично проти використання «не за призначенням» його осцилографічної трубки, тобто «наука тільки заради науки». Навіть 1913 року, коли М. Дікман спробував прочитати доповідь про свої досягнення в телебаченні то сенат університету не дав на це згоди.
- 30 жовтня 1910 року російський вчений Борис Розінг отримав патент за № 18076 з пріоритетом від 25 липня 1907 року на «Спосіб електричного передавання зображень на відстань». Відповідно до патенту в передавачі використовувалась електромеханічна схема безконтактного сканування зображення з використанням системи рухомих дзеркал. Для створення відеосигналу застосовувався високочутливий фотоелемент, розроблений автором. В приймачі використовувалась модифікована автором трубка Брауна, а для розгортки використовувались сигнали, сформовані синхронно та синфазно до руху дзеркал в передавачі.

9 травня 1911 року на засіданні Російського наукового товариства Б. Розінг продемонстрував класичну систему напівелектронного ТБ та здійснив передачу зображення чотирьох білих смуг на чорному фоні. Число рядків — 12. З'єднання передавача з приймачем було дротове. Через інерційність електромеханічного тракту передавання, можна було здійснювати передавання лише нерухомих зображень. В науковій лабораторії Б. Розінга працював його студент та помічник, В. Зворикін, який був зацікавлений питаннями розвитку систем ТБ, а Розінг, як істинно вчений нічого не приховував від свого учня. 1919 року В. Зворикін емігрував до Америки де продовжив роботу над телебаченням, а Б. Розінгу була сфабрикована судова справа більшовицьким режимом та він помер у засланні.
Надалі ряд дослідників пропонували свої системи ТБ в яких використовувались рухомі дзеркала та інші способи для здійснення розгортки в передавальному тракті: 1917 року американець Р. Ніколсон, 1922 року француз Ж. Валансі, 1924 року німець М. Дікман, 1929 року американець В. Зворикін та інші.

### Перші електронні системи ТБ
- 1908 року англійський інженер Алан Арчібалд Кемпбел-Свінтон[en] запропонував проводити розгортку зображення в передавальній трубці за допомогою електронного променя. 1911 року він розробив схему електронного ТБ та детально описав її в червневому числі журналу «Nature». Практичної реалізації даної системи ТБ та її патентування автор не здійснював[16].

- На початку двадцятих років минулого століття український винахідник Борис Грабовський розробив, сконструював та 1923 року виготовив електронну передавальну трубку «Електронний комутатор»[17]. Протягом 1924 — 1925 років Б. Грабовський в співавторстві з своїми однодумцями Н. Піскуновим та В. Поповим розробили схему та 9 листопада 1925 року подали документи на патентування електронного ТБ. Патент № 5592 отримали 30 червня 1928 року. На початку 1928 року Б. Грабовський та його помічник Іван Білянський змонтували та налагодили електронне ТБ під назвою «Радіотелефот». Першою картинкою, переданою в сусіднє приміщення на відстань 7 метрів, було рухоме зображення руки дружини Б. Грабовського, яка допомагала в проведенні дослідів.

26 липня та 4 серпня 1928 року у Ташкенті відбулась публічна демонстрація ТБ та приймання науковою комісією місцевого університету. На зеленому екрані приймальної ЕПТ діаметром 20 см спостерігали пішоходів, трамвай, що перетинав площу та обличчя людини, в якому всі впізнали І. Білянського, який здіймав та одягав кашкета, повертав голову, розмовляв (беззвучно). Зображення було стійким та чітким, але на нього час від часу накладались чорно-білі смуги, як результат впливу іскрових завад від електричного та автомобільного транспорту. Проведення відеосеансу було зафіксоване кінохронікою. Безпровідне передавання рухомих зображень здійснювалось на відстані десятків метрів.
- У грудні 1923 року американський інженер, винахідник Володимир Зворикін розробив схему електронного ТБ з використанням електронних передавальної та приймальної трубок та подав документи на патент, але отримав його тільки 1938 року (US 2022450), після доказу роботоздатності схеми. 1925 року В. Зворикін демонстрував передавання досить розмитого, нерухомого зображення ліній. Історія змовчує який вид ТБ був продемонстрований: напівелектронне чи електронне ТБ (не завершене) з настільки інерційними компонентами, що його характеристики були гіршими ніж розроблене, в свій час, Б. Розінгом. Відомо тільки, що після демонстрації ТБ керівництву «Вестінгауз», де працював В. Зворикін, йому «порадили» займатись більш корисними справами.

16 листопада 1929 року, Зворикін, який на той час працював уже в компанії «RCA», подав заявку та отримав патент США № 2109245 на ЕПТ, так званий кінескоп. Демонстрація електронного ТБ з рухомим зображенням відбулося 18 листопада 1929 року. Це була 120 — рядкова система електронного телебачення зі швидкістю 24 кадри на секунду, з новою трубкою — кінескопом.
- 1925 року на транспортній виставці в Мюнхені, німецький вчений М. Дікманн демонстрував телевізійну систему з електронними передавальною та приймальною трубками. У передавальному пристрої здійснювалось 50 — рядкове перетворенням зображення. Передавались нерухомі зображення схем транспортних магістралей. Система ТБ була здатна передавати рухомі зображення силуетів. На передавальну ЕПТ, 3 жовтня 1927 року був отриманий патент DE450187 (C) з пріоритетом від 5 квітня 1925 року[15][24].

- 1926 року угорський інженер Кальман Тіхань розробив схему та запатентував систему ТБ. Для передачі він запропонував трубку з накопиченням заряду[25].

- 7 вересня 1927 року американський вчений Філо Фарнсуорт здійснив передачу нерухомих зображень (прямої лінії та трикутника) між двома лабораторіями. В цій системі ТБ разом із  електронними трубками були використані також і електромеханічні елементи. Інвестори побажали побачити зображення «хоча б одного із витрачених доларів». Через деякий час Ф. Фарнсуорт передав зображення долара.

Тільки до осені 1928 року йому вдалось уникнути застосування електромеханічних елементів та провести 1 вересня 1928 року публічну демонстрацію електронного ТБ. Патент був отриманий 26 вересня 1930 року з пріоритетом від 7 січня 1927 року. Для передавання рухомих зображень автором використовувалась трубка власної конструкції, названа дисектором. Приймання здійснювалось електронною трубкою з екраном синього кольору розміром квадратний дюйм, з частотою 20 кадрів на секунду. Патенти, що стосувались розробки дисектора, викупила за 1 мільйон доларів компанія «RCA» в якій працював В. Зворикін. Проте стверджується, що тільки  1929 року  телевізійна система Ф. Фарнсуорта  була вдосконалена шляхом усунення моторного генератора, після чого в ній вже не було механічних частин.
- 1931 року німецький вчений Манфред фон Арденне демонстрував електронне ТБ в Німеччині з роздільною здатністю в 120 рядків. Перший показ був у вигляді світлої рухомої крапки на екрані[21].

- 12 листопада 1935 року японський професор Тенкзіро Такаянагі демонстрував електронне ТБ. Використав самостійно сконструйовану передавальну трубку іконоскоп та модернізовану приймальну трубку Брауна. Роботу над телебаченням розпочав 1924 року з розробок електромеханічних та напівелектронних ТБ [28].

## Хронологія виникнення та піонери раннього телебачення
Перші (ранні) системи ТБ були призначені для прийомопередавання, як правило, лише чорно-білого зображення без звукового супроводу. Починаючи з передавання графічних символів 1840 року та закінчуючи появою електронних систем ТБ до середини тридцятих   років минулого століття майже на всіх континентах, можна вважати терміном виникнення телебачення. В даному розділі приведені тільки практично виконані, вперше публічно продемонстровані системи ТБ. Описані теоретично в статтях, патентах та інших джерелах, системи ТБ в хронології не відображені. 
- 1840. Шотландський винахідник О. Бейн здійснив дротове передавання графічних символів
- 1851. Англійський фізик Ф. Бейквілл демонстрував дротове передавання нерухомого зображення з його контактним скануванням
- 1881. Англійський фізик Ш. Бідвілл демонстрував дротове передавання нерухомого зображення з його безконтактним скануванням
- 1906. Німецькі винахідники М. Дікманн і Г. Глейдж здійснили дротове передавання графічних символів з використанням приймальної ЕПТ.
- 1907. Німецький вчений М. Дікманн спроектував, виготовив та провів успішні лабораторні випробування напівелектронного ТБ. Передавалось нерухоме зображення з його контактним скануванням.
- 1911. Російський вчений Б. Розінг демонстрував напівелектронне ТБ. Передавалось нерухоме зображення з його безконтактним скануванням
- 1925. Американський винахідник В. Зворикін демонстрував систему ТБ. Передавалось нерухоме зображення
- 1925. Німецький вчений М. Дікман демонстрував систему ТБ з передавальною та приймальною ЕПТ. Передавалось нерухоме зображення
- 1925. Американський винахідник Ч. Дженкінс демонстрував електромеханічне ТБ з бездротовим передаванням рухомого зображення і звуку
- 1926. Шотландський інженер Д. Берд демонстрував електромеханічне ТБ з дротовим передаванням рухомого зображення
- 1927. Американський вчений Ф. Фарнсуорт демонстрував систему ТБ з  передавальною та приймальною ЕПТ. Передавалось нерухоме зображення
- 1928 . Український-радянський винахідник Б. Грабовський вперше в світі та Азії (Узбекистан) демонстрував електронне ТБ. Передавалось рухоме зображення
- 1928(1929). Американський вчений Ф. Фарнсуорт вперше в Америці (США) демонстрував електронне ТБ. Передавалось рухоме зображення
- 1929. Американський винахідник В. Зворикін демонстрував електронне ТБ. Передавалось рухоме зображення
- 1931. Німецький вчений М. Арденне вперше в Европі (Німеччина) демонстрував електронне ТБ. Передавалось рухоме зображення
- 1935. Японський вчений Т. Такаянагі вперше в Японії  демонстрував електронне ТБ. Передавалось рухоме зображення

Розвиток електронної елементної бази ТБ: вакуумних (передавальних та приймальних ЕПТ, підсилювальних, генераторних та інших) приладів та з часом напівпровідникових (діоди, тріоди, інтегральні мікросхеми та інші) дав поштовх до створення нових систем електронного ТБ. Це відповідно призвело до винаходів, розробок  нових методів та засобів для передавання в телестудіях та нових видів телевізорів. Ці системи ТБ мають кращі технічні характеристики, менші масо — габаритні показники та нові функційні та експлуатаційні можливості: кольорове, об'ємне (3D), "розумне", цифрове, інтернет ТБ, тощо. 